# Тит Фурий Викторин
Тит Фурий Викторин (на латински: Titus Furius Victorinus) е политик на Римската империя. Произлиза от фамилията Фурии, клон Викторин.
По времето на император Марк Аврелий той е преториански префект и от 159 до 161 г. префект на Египет в Александрия след Марк Семпроний Либерал и преди Луций Волузий Мециан.